# Elsenroth
Elsenroth ist ein Ortsteil von Nümbrecht im Oberbergischen Kreis im südlichen Nordrhein-Westfalen innerhalb des Regierungsbezirks Köln.

## Lage und Beschreibung
Der Ort liegt in Luftlinie rund 2,95 km nördlich vom Ortszentrum von Nümbrecht entfernt.

## Geschichte

### Erstnennung
- 1341 wurde der Ort das erste Mal urkundlich erwähnt und zwar in der Vereinbarung eines Burgfriedens und Eingrenzung eines Bifangs zu Homburg (Archiv Bad Berleburg)[1]. Schreibweise der Erstnennung: Elsenrode
- 1816 Elsenroth gehörte zur Gemeinde Marienberghausen. Mit der kommunalen Gebietsreform 1969 wurden die Gemeinden Nümbrecht und Marienberghausen zur neuen Gemeinde Nümbrecht zusammengelegt.
- 1899 Elsenrother Bürger gründen eine Wasser-Genossenschaft.
- 1913 Gründung des Turn- und Sportvereins Elsenroth e. V.
- 1966 Gründung des Gemeinnützigen Vereins Elsenroth e. V.

## Wirtschaft und Industrie
Im Elsenrother Gewerbegebiet „Alte Ziegelei“ haben sich verschiedene Gewerbebetriebe aus den Bereichen Kennzeichnungstechnik, Zerspanungstechnik, Labortechnik, Anlagentechnik etc. niedergelassen.

## Vereinswesen
- Turn- und Sportverein Elsenroth e. V.
- TSV Marienberghausen 1968 e. V. (Tischtennis und Gymnastik)
- Gemeinnütziger Verein Elsenroth e. V.

## Verkehr

### Radwege
Folgende Fahrradtour durchquert  Elsenroth
Ausgangspunkt Nümbrecht
| Routen-Name | Wegzeichen | Fahrstrecke | Weglänge |
| Höhenroute  |            | Nümbrecht – Nippes – Geringhausen – Wirtenbach – Grötzenberg – Heisterstock – Elsenroth – Marienberghausen – Ölsbachtal – Nümbrecht | 28 km    |

### Linienbus
Haltestelle: Elsenroth
- 312 Waldbröl – Nümbrecht – Homburg/Bröl – Bielstein – Ründeroth (OVAG, Werktagsverkehr, bedingter Samstagsverkehr)

Haltestelle Fichtenweg
- 323 Nümbrecht – Elsenroth – Marienberghausen – Drabenderhöhe